# جیمز و هلوی غول‌پیکر
کتابی برای کودکان اثر رولد دال، نویسنده انگلیسی اهل ویلز که نخستین بار نانسی اکهلم برکت آن را تصویرسازی کرد و نخست در سال ۱۹۶۱ در آمریکا و بعد در سا ۱۹۶۷ در لندن منتشر شد. این کتاب به خاطر محتوای انتقادی اش، بارها مورد توجه سانسور قرار گرفته و در فهرست ۱۰۰ کتاب به دردسر افتاده سال‌های ۱۹۹۰ تا ۲۰۰۰ انجمن کتابداران آمریکا، رتبه ۵۶ را دارد.

## خلاصه
جیمز هنری تروتر، پسری چهارساله و معمولی، زندگی خیلی خوبی دارد، اما ناگهان یتیم می‌شود، برای این که یک کرگدن که از باغ وحش لندن فرار کرده (و با اینکه کرگدنها گیاهخوار هستند، ناگهان پدر و مادرش را می‌خورد.) برای همین مجبور می‌شود با دو عمه اش سپایکر و سپونژ زندگی کند که همیشه او را آزار و شکنجه می‌دهند.
سه سال بعد، موقعی که دارد در جنگل هیزم می شکند، با مرد غریبه‌ای ملاقات می‌کند که از بدبختی‌های جیمز خبر دارد و به او کیسه کوچکی از عناصر مورد نیاز برای ساختن یک معجون جادویی می‌دهد که با خوردن آن‌ها جیمز به ثروت و خوشبختی و ماجراهای جالب می‌رسد. اما کیسه از دست جیمز می افتد و بلورهای سبز درون آن در زمین محو می‌شوند. اما بعد یک درخت هلو در آنجا سبز می‌شود و هلوی عظیمی از آن در می‌آید. عمه‌ها قصد دارند با نمایش دادن هلو پولی به جیب بزنند، اما یک شب جیمز از سوراخی در هلو به داخل می‌رود و با چندتایی جک و جانورهایی مثل هزارپا و ملخ و کفشدوزک و کرم ابریشم ملاقات می‌کند که هم قد او هستند. بعد هلو با کمک هزارپا از درخت جدا می‌شود و در اقیانوس اطلس می افتد. این یاران سوار بر هلو عازم نیویورک می‌شوند تا زندگی تازه‌ای را شروع کنند و ماجراهای شگفت انگیزی را از سر می‌گذرانند.

## اقتباس سینمایی
فیلم جیمز و هلوی غول پیکر در سال ۱۹۹۶ بر اساس این داستان رولد دال به وسیله هنری سلیک و تیم برتون ساخته شد.

## ترجمه فارسی
کتاب جیمز و هلوی غول پیکر در سال ۱۳۸۵ با ترجمه گیتا گرکانی و از سوی انتشارات کاروان به زبان فارسی و در ایران منتشر شد.